# Rudolf Haag
Rudolf Haag (17 août 1922 - 5 janvier 2016) est un physicien théoricien allemand, qui traite principalement des questions fondamentales de la théorie quantique des champs. Il est l'un des fondateurs de la formulation moderne de la théorie quantique des champs et il identifie la structure formelle en termes de principe de localité et d'observables locaux. Il fait également d'importantes avancées dans les fondements de la mécanique statistique quantique.

## Biographie
Rudolf Haag est né le 17 août 1922 à Tübingen, ville universitaire au centre du Bade-Wurtemberg. Sa famille appartient à la classe moyenne cultivée. La mère de Haag est l'écrivaine et femme politique Anna Haag. Son père, Albert Haag, est professeur de mathématiques dans un lycée. Après avoir terminé ses études secondaires en 1939, il rend visite à sa sœur à Londres peu avant le début de la Seconde Guerre mondiale. Il est interné comme étranger ennemi et passe la guerre dans un camp de civils allemands au Manitoba. Là, il utilise son temps libre après le travail obligatoire quotidien pour étudier la physique et les mathématiques en autodidacte.
Après la guerre, Haag retourne en Allemagne et s'inscrit à l'Université technique de Stuttgart en 1946, où il obtient son diplôme de physicien en 1948. En 1951, il obtient son doctorat à l'Université de Munich sous la direction de Fritz Bopp et devient son assistant jusqu'en 1956. En avril 1953, il rejoint le groupe d'étude théorique du CERN à Copenhague, dirigé par Niels Bohr,. Après un an, il retourne à son poste d'assistant à Munich et termine l'habilitation allemande en 1954. De 1956 à 1957, il travaille avec Werner Heisenberg à l'Institut Max-Planck de physique de Göttingen.
De 1957 à 1959, il est professeur invité à l'Université de Princeton et de 1959 à 1960, il travaille à l'Université de Marseille. Il devient professeur de physique à l'Université de l'Illinois à Urbana-Champaign en 1960. En 1965, il fonde avec Res Jost la revue Communications in Mathematical Physics. Haag est le premier rédacteur en chef jusqu'en 1973. En 1966, il accepte le poste de professeur de physique théorique à l'Université de Hambourg, où il reste jusqu'à sa retraite en 1987. Après sa retraite, il travaille sur le concept de l'événement physique quantique.
Haag développe un intérêt pour la musique à un âge précoce. Il commence l'apprentissage du violon, mais préfère plus tard le piano, dont il joue presque tous les jours. En 1948, Haag épouse Käthe Fues, avec qui il a quatre enfants, Albert, Friedrich, Elisabeth et Ulrich. Après sa retraite, il déménage avec sa seconde épouse Barbara Klie, à Schliersee, un village pastoral dans les montagnes bavaroises. Il est décédé le 5 janvier 2016, à Fischhausen-Neuhaus, dans le sud de la Bavière.

## Carrière scientifique
Au début de sa carrière, Haag contribue de manière significative aux concepts de la théorie quantique des champs, notamment le théorème de Haag, d'où il résulte que l'image d'interaction de la mécanique quantique n'existe pas dans la théorie quantique des champs. Une nouvelle approche de la description des processus de diffusion des particules est nécessaire. Au cours des années suivantes, Haag développe ce que l'on appelle la théorie de la diffusion Haag-Ruelle.
Au cours de ce travail, il se rend compte que la relation rigide entre les champs et les particules qui a été postulée jusque-là, n'existe pas, et que l'interprétation des particules doit être basée sur le principe de localité d'Albert Einstein, qui attribue des opérateurs aux régions d'espace-temps. Ces idées trouvent leur formulation finale dans les axiomes de Haag-Kastler pour les observables locaux des théories quantiques des champs. Ce cadre utilise des éléments de la théorie des algèbres d'opérateurs et est donc appelé théorie quantique algébrique des champs ou, du point de vue physique, physique quantique locale.
Ce concept s'avère fructueux pour comprendre les propriétés fondamentales de toute théorie dans l'espace de Minkowski à quatre dimensions. Sans faire d'hypothèses sur les champs de changement de charge non observables, Haag, en collaboration avec Sergio Doplicher et John E. Roberts, élucide la structure possible des secteurs de sursélection des observables dans les théories avec des forces à courte portée. Les secteurs peuvent toujours être composés les uns avec les autres, chaque secteur satisfait les statistiques para- Bose ou para-Fermi et pour chaque secteur il y a un secteur conjugué. Ces informations correspondent à l'additivité des charges dans l'interprétation des particules, à l'alternative de Bose-Fermi pour les statistiques des particules et à l'existence d'antiparticules. Dans le cas particulier des secteurs simples, un groupe de jauge global et des champs porteurs de charge, qui peuvent générer tous les secteurs à partir de l'état de vide, sont reconstruits à partir des observables,. Ces résultats sont ensuite généralisés pour des secteurs arbitraires dans le théorème de dualité de Doplicher-Roberts. L'application de ces méthodes aux théories dans les espaces de faible dimension conduit également à une compréhension de l'occurrence des statistiques de groupe de tresses et des groupes quantiques.
En mécanique statistique quantique, Haag, avec Nicolaas Marinus Hugenholtz et Marius Winnink, réussit à généraliser la caractérisation de Gibbs-von Neumann des états d'équilibre thermique en utilisant la condition KMS (du nom de Ryōgo Kubo, Paul C. Martin et Julian Schwinger) dans de telle manière qu'elle s'étend aux systèmes infinis dans la limite thermodynamique. Il s'avère que cette condition joue également un rôle de premier plan dans la théorie des algèbres de von Neumann et aboutit à la théorie de Tomita-Takesaki. Cette théorie est un élément central dans l'analyse structurelle et récemment  également dans la construction de modèles théoriques concrets de champs quantiques. Avec Daniel Kastler et Ewa Trych-Pohlmeyer, Haag réussit également à dériver la condition KMS des propriétés de stabilité des états d'équilibre thermique. Avec Huzihiro Araki, Daniel Kastler et Masamichi Takesaki, il développe également une théorie du potentiel chimique dans ce contexte.
Le cadre créé par Haag et Kastler pour étudier les théories quantiques des champs dans l'espace de Minkowski peut être transféré aux théories dans l'espace-temps courbe. En travaillant avec Klaus Fredenhagen, Heide Narnhofer et Ulrich Stein, Haag apporte d'importantes contributions à la compréhension de l'effet Unruh et du rayonnement Hawking.
Haag a une certaine méfiance envers ce qu'il considère comme des développements spéculatifs en physique théorique mais traite parfois de telles questions. La contribution la plus connue est le théorème de Haag–Łopuszański–Sohnius, qui classe les supersymétries possibles de la matrice S qui ne sont pas couvertes par le théorème de Coleman–Mandula.

## Honneurs et récompenses
En 1970, Haag reçoit la médaille Max-Planck pour ses réalisations en physique théorique et en 1997 le prix Henri-Poincaré pour ses contributions fondamentales à la théorie quantique des champs en tant que l'un des fondateurs de la formulation moderne. Depuis 1980, Haag est membre de l'Académie nationale allemande des sciences Leopoldina et depuis 1981 de l'Académie des sciences de Göttingen. Depuis 1979, il est membre correspondant de l'Académie bavaroise des sciences et depuis 1987 de l'Académie autrichienne des sciences.